# Burak İnce
Burak İnce (Magnesia, 20 gennaio 2004) è un calciatore turco, centrocampista dello Śląsk Breslavia.

## Caratteristiche tecniche
Nel 2021, è stato inserito nella lista "Next Generation" dei sessanta migliori talenti nati nel 2004, redatta dal quotidiano inglese The Guardian.

## Carriera

### Club
Cresciuto nel settore giovanile dell'Altınordu, ha esordito in prima squadra il 18 agosto 2019, disputando l'incontro di TFF 1. Lig perso per 1-0 contro l'Hatayspor. Nel novembre 2021 è stato acquistato dai tedeschi dell'Arminia Bielefeld, formazione militante in Bundesliga, con cui ha firmato un contratto fino al 2025; tuttavia, a causa di problemi burocratici, si sarebbe unito alla squadra solo a partire dal gennaio 2022. Così ha esordito in campionato il 13 marzo successivo, nell'incontro perso per 1-0 sul campo del Borussia Dortmund, subentrando a Patrick Wimmer all'89'.

### Nazionale
Ha giocato nelle nazionali giovanili turche Under-15, Under-17, Under-19 ed Under-21.

## Statistiche

### Presenze e reti nei club
Statistiche aggiornate al 2 giugno 2022.
| Stagione         | Squadra           | Campionato       | Campionato | Campionato | Coppe nazionali | Coppe nazionali | Coppe nazionali | Coppe continentali | Coppe continentali | Coppe continentali | Altre coppe | Altre coppe | Altre coppe | Totale | Totale |
| Stagione         | Squadra           | Comp             | Pres       | Reti       | Comp            | Pres            | Reti            | Comp               | Pres               | Reti               | Comp        | Pres        | Reti        | Pres   | Reti   |
| ---------------- | ----------------- | ---------------- | ---------- | ---------- | --------------- | --------------- | --------------- | ------------------ | ------------------ | ------------------ | ----------- | ----------- | ----------- | ------ | ------ |
| 2019-2020        | Altınordu         | 1L               | 21         | 2          | CT              | 3               | 0               |                    | -                  | -                  |             | -           | -           | 24     | 2      |
| 2020-2021        | Altınordu         | 1L               | 26+2       | 5+0        | CT              | 2               | 1               |                    | -                  | -                  |             | -           | -           | 30     | 6      |
| 2021-gen. 2022   | Altınordu         | 1L               | 15         | 1          | CT              | 2               | 1               |                    | -                  | -                  |             | -           | -           | 17     | 2      |
| Totale Altınordu | Totale Altınordu  | Totale Altınordu | 64         | 8          |                 | 7               | 2               |                    | -                  | -                  |             | -           | -           | 71     | 10     |
| gen.-giu. 2022   | Arminia Bielefeld | BL               | 5          | 0          | CG              | -               | -               |                    | -                  | -                  |             | -           | -           | 5      | 0      |
| Totale carriera  | Totale carriera   | Totale carriera  | 69         | 8          |                 | 7               | 2               |                    | -                  | -                  |             | -           | -           | 76     | 10     |